# Ihľany
Ihľany és un poble i municipi d'Eslovàquia. Es troba a la regió de Prešov, al nord del país.

## Història
La primera referència escrita de la vila data del 1307.

## Demografia
| Godina             | 1994 | 2004    | 2014    | 2024   |
| ------------------ | ---- | ------- | ------- | ------ |
| Nombre de persones | 1154 | 1344    | 1498    | 1563   |
| Diferència         |      | +16,46% | +11,45% | +4,33% |

| Godina             | 2023 | 2024   |
| ------------------ | ---- | ------ |
| Nombre de persones | 1556 | 1563   |
| Diferència         |      | +0,44% |